# Jeronimo Martins Polska
Jeronimo Martins Polska S.A. (JMP S.A.) – przedsiębiorstwo z siedzibą w Kostrzynie będące właścicielem sieci sklepów dyskontowych „Biedronka” – największej sieci detalicznej w Polsce, prowadzącym blisko 3600 sklepów w ponad 1100 miejscowościach.
Firma należy do grupy Jeronimo Martins działającej w Portugalii, Kolumbii i Polsce. Jej głównym obszarem działania jest dystrybucja i spożywczy handel detaliczny.
Jeronimo Martins Polska w 25 lat stało się największym prywatnym przedsiębiorcą w kraju i drugim co do wielkości przedsiębiorstwem działającym w Polsce. Zatrudnia ponad 65 tys. osób. Przedsiębiorstwo rocznie otwierało ponad 100 sklepów (dziesięć miesiecznie), np. w 2017 otworzyło 121 nowych sklepów, rok później kolejne 122, a w 2019 ok. 150 placówek. W 2024 posiadało ich już 3598. Sklepy JMP S.A. dziennie odwiedza ok. 4 miliony klientów.
W dyskontach sieci handlowej Biedronka oferowany jest głównie podstawowy asortyment spożywczy, m.in. pieczywo, owoce, warzywa, produkty mięsne, nabiał, napoje oraz podstawowe produkty innych kategorii, np. środki higieny osobistej, chemii gospodarczej czy produkty dla zwierząt.